# Paracaroides
Paracaroides is een geslacht van vlinders van de familie van de uilen (Noctuidae).

## Soorten
- P. befasy Viette, 1960
- P. behara Viette, 1960
- P. janineae Viette, 1958
- P. louveli Viette, 1969
- P. pauliani Viette, 1958
- P. pratti Kenrick, 1917
- P. sublota (Mabille, 1900)
- P. vaovao Viette, 1972